# Selegas
Selegas – miejscowość i gmina we Włoszech, w regionie Sardynia, w prowincji Sud Sardynia.
Według danych na rok 2004 gminę zamieszkiwały 1523 osoby, 76,2 os./km². Graniczy z Gesico, Guamaggiore, Ortacesus, Senorbì i Suelli.